# Blåmissusjön (Nederkalix socken, Norrbotten)
Blåmissusjön är en sjö i Kalix kommun i Norrbotten och ingår i Kalixälven-Töreälvens kustområde.